# Afera paliwowa (1991)
Afera paliwowa 1991 – proceder nielegalnego wywozu ropy naftowej na teren Polski, a także udostępnienia baz portu wojennego na potrzeby mafii paliwowej oraz produkcji paliwa na terenie jednostek wojskowych.
Proceder rozpoczął się wiosną 1991 i trwał co najmniej 6 miesięcy. Transporty ropy przeładowywano w porcie wojennym w Helu. Paliwo na cysterny kolejowe pompowali marynarze i żołnierze Wojsk Ochrony Pogranicza. Następnie transporty odjeżdżały do rafinerii w Czechowicach-Dziedzicach.
Dowódcą helskiej jednostki był wówczas komandor Jędrzej Czajkowski, którego burmistrz Helu Sylwester Ostrowicki oskarżył o chronienie mafii paliwowej. Zdaniem dziennikarzy Dziennika Bałtyckiego organizatorem całego procederu był admirał Romuald Waga (potwierdza to raport likwidacyjny WSI). Aby bez przeszkód przeładowywać ropę, uchylono zakaz wpływania cywilnych jednostek do portów wojennych.
Burmistrzowi Helu w ujawnieniu afery pomagał poseł Czesław Nowak.
Sprawa nie została wyjaśniona przez prokuraturę, gdyż uległa przedawnieniu.